# Willian Gomes de Siqueira
Willian Gomes de Siqueira, genannt Willian, (* 19. November 1986 in Três Fronteiras, SP) ist ein brasilianischer Fußballspieler.

## Karriere
Willian durchlief am Anfang seiner Karriere einige kleinere brasilianische Vereine, bis er 2011 zum SC Corinthians nach São Paulo wechselte. Gleich in seiner ersten Saison konnte er dazu beitragen, dass Corinthians die brasilianische Meisterschaft gewinnen konnte. 2012 trug der Spieler auch zum Gewinn der Copa Libertadores bei. Kurz nach dem Erfolg in der Libertadores, wechselte Willian im Sommer 2012 in die Ukraine zu Metalist Charkiw. Die Ablöse betrug 5 Mio. USD.
Am 14. Juli 2013 kehrte er auf Leihbasis für ein Jahr zum Cruzeiro EC nach Brasilien zurück. Grundlage der Leihe war der Austausch mit Diego Souza und eine Ablöse für Souza von 6 Mio. Euro. Willian war 2013 einer der führenden Stürmer im Team von Cruzeiro auf deren Weg zum dritten Meistertitel. Am 24. Juli 2014 wurde bekannt, dass Cruzeiro den Spieler den Spieler für 3,5 Mio. Euro kauft.
Für die Saison 2017 wurde Willian an die SE Palmeiras abgegeben. Das Geschäft beinhaltete eine mögliche Verlängerung um zwei Jahre sowie die Übernahme des durch Cruzeiro von Palmeiras ausgeliehenen Spielers Robinho. Mit der Copa Libertadores 2020 gewann Willian im Januar 2021 den wichtigsten südamerikanischen Klubtitel. Dem schloss sich Anfang März 2021 die Copa do Brasil 2020 an. Im Juni des Jahres verlängerte Willian mit Palmeiras bis Ende 2022. Am 27. November 2021 konnte Willian mit dem Klub die Copa Libertadores 2021 gegen den CR Flamengo gewinnen.
Im Dezember 2021 wurde der Wechsel von Willian zum Fluminense FC bekannt. Der Kontrakt erhielt eine Laufzeit bis Ende 2023. Nachdem der Spieler zum Saisonstart 2023 in der Staatsmeisterschaft kaum noch zu Einsätzen gekommen war und es zu Betrugsvorwürfen ihm gegenüber gekommen war, wurde Willian an Athletico Paranaense ausgeliehen, wo er bereits von 2006 bis 2008 tätig war. Danach folgte die Leihe zum FC Santos. Der Kontrakt enthielt eine Klausel, welche einen festen Wechsel und automatische Vertragsverlängerung bis Jahresende 2025 beinhaltete, sollte der Klub sich in der Série B 2024 für die Série A qualifizierte. Dieses gelang durch den Gewinn der Meisterschaft in der Série B.
Nachdem Willian am Jahresanfang 2025 die Saisonvorbereitung bei Santos verpasst hatte, spielte er in der weiteren Kaderplanung keine Rolle mehr. Der Spieler erhielt die Freigabe für einen Wechsel. Er unterzeichnete daraufhin im März bei América Mineiro aus Belo Horizonte.

## Erfolge
Corinthians
- Campeonato Brasileiro de Futebol: 2011
- Copa Libertadores: 2012

Cruzeiro
- Campeonato Brasileiro de Futebol: 2013, 2014
- Staatsmeisterschaft von Minas Gerais: 2014

Palmeiras
- Campeonato Brasileiro de Futebol: 2018
- Copa Libertadores: 2020, 2021
- Copa do Brasil: 2020

Fluminense
- Taça Guanabara: 2022
- Staatsmeisterschaft von Rio de Janeiro: 2022

Santos
- Série B: 2024

## Kryptobetrug
Im November 2022 erstatteten die ehemaligen Mitspieler von Willian aus seiner Zeit bei Palmeiras Anzeige. Gustavo Scarpa und Mayke hatten eine Klage gegen eine Beratungs- und Finanzplanungs-Firma namens WLJC angestrengt. Diese Firma wird von Willian betrieben. Mayke und Scarpa behaupteten, sie hätten im Mai 2022 auf Anraten von WLJC eine Investition von über 2 Millionen Dollar in Krypto bei einer Plattform namens Xland Holding getätigt, wobei ihnen eine Rendite von 3,5 bis 5 % pro Monat zugesagt worden sind. Diese Gewinne sollen jedoch nie zustande kamen. Versuche das Geld wieder zurückzuholen waren vergeblich. Willian soll die potentiell geschädigten in dieser Sache zum Kauf geraten haben. Dieser entgegen behauptet selbst Geschädigter zu sein. Im Oktober 2022 wurde Xland jedoch vom Ministerium des brasilianischen Bundesstaates Acre als „mögliches finanzielles Schneeballsystem“ eingestuft. Williana Anwaltsteam erklärte, dass dieser etwa 3,4 Millionen Dollar seines eigenen Vermögens bei einer Investition verloren hat. Das in Brasília ansässige Unternehmen Xland bestritt, ein Schneeballsystem zu betreiben, und teilte mit, es würde es seinen Kunden die Gelder zurückzahlen. Es habe, es habe enorme Verluste durch den Zusammenbruch der Kryptowährungsbörse FTX erlitten, die im November Insolvenz anmeldete. Im Juli 2024 wurden Gelder von Willian auf gerichtlichem Beschluss beschlagnahmt.